# Нянівська сільська рада
Нянівська сільська рада — колишня адміністративно-територіальна одиниця та орган місцевого самоврядування у Потіївському районі Малинської, Коростенської і Волинської округ, Київської та Житомирської областей Української РСР з адміністративним центром у селі Нянівка.

## Населені пункти
Сільській раді на час ліквідації були підпорядковані населені пункти:
- с. Нянівка
- х. Шевченка

## Населення
Кількість населення сільської ради, станом на 1924 рік, становила 1 792 особи.

## Історія та адміністративний устрій
Створена 1923 року в с. Нянівка Малинської волості Радомисльського повіту Київської губернії. 16 січня 1923 року до складу ради приєднано села Здрівля, Елівка, хутори Берестень, Горень, Нянівське В'юнище, Рудня та колонію Мокрець ліквідованої Здрівлянської сільської ради. 7 березня 1923 року увійшла до складу новоствореного Малинського району Малинської округи. На вересень 1924 року х. Рудня не значився на обліку населених пунктів. 21 жовтня 1925 року населені пункти Берестень, Горень, Здрівля, Елівка, Мокрець та Нянівське В'юнище передані до складу новоствореної Елівської (згодом — Єлівська) сільської ради Малинського району. У 1946 році підпорядковано х. Шевченка Ворсівської сільської ради Малинського району.
Станом на 1 вересня 1946 року сільська рада входила до складу Малинського району Житомирської області, на обліку в раді перебували с. Нянівка та х. Шевченка.
Ліквідована 11 серпня 1954 року, відповідно до указу Президії Верховної ради Української РСР «Про укрупнення сільських рад по Житомирській області», територію та населені пункти ради приєднано до складу Єлівської сільської ради Малинського району Житомирської області.